# Loches
Loches é uma comuna francesa na região administrativa do Centro, no departamento Indre-et-Loire. Estende-se por uma área de 27,04 km². Em 2010 a comuna tinha 6 778 habitantes (densidade: 250,7 hab./km²).